# サッカーキュラソー女子代表
サッカーキュラソー女子代表（サッカーキュラソーじょしだいひょう）は、キュラソーサッカー連盟（オランダ語: Federashon Futbol Korsou, 略称：FFK）によって構成される、キュラソーの女子サッカーのナショナルチームである。北中米カリブ海サッカー連盟（Concacaf）に所属している。

## 概要
2006年、当時のオランダ領アンティルに代表チームが結成された。2010年に同国が解体された際に、引き継ぐ形でキュラソー女子代表が結成された。代表チームは、女子ワールドカップやオリンピックの本大会には未出場である。

## 成績

### FIFA女子ワールドカップ
- 1991 - 不参加
- 1995 - 不参加
- 1999 - 不参加
- 2003 - 不参加
- 2007 - 予選敗退
- 2011 - 不参加
- 2015 - 不参加
- 2019 - 予選敗退
- 2023 - 予選敗退

### オリンピック
- 1996 - 不参加
- 2000 - 不参加
- 2004 - 不参加
- 2008 - 予選敗退
- 2012 - 不参加

### CONCACAF女子ゴールドカップ
- 1991 - 不参加
- 1993 - 不参加
- 1994 - 不参加
- 1998 - 不参加
- 2000 - 不参加
- 2002 - 不参加
- 2006 - 予選敗退
- 2010 - 不参加
- 2014 - 不参加
- 2018 - 予選敗退
- 2022 - 予選敗退

## FIFAランキング
- 初登場 - 127位 (2011年3月)
- 最高順位 - 127位 (2011年3月)
- 最低順位 - 136位 (2011年12月)